# Johann Heinrich Rille
Johann Heinrich Rille (* 10. Dezember 1864 in Brünn; † 14. Dezember 1956 in Höflein an der Donau) war ein österreichischer Dermatologe.

## Leben
Nach Studien der Archäologie, Linguistik und Anthropologie an den Universitäten Wien und Berlin nahm Rille an der Universität Graz ein Medizinstudium auf. 1891 wurde er promoviert. Anschließend war er als Assistent an Grazer Kliniken tätig. Von 1892 bis 1897 war Rille an der Universität Wien tätig, wo er sich 1897 habilitierte. Als Nachfolger von Wladimir Łukasiewicz war er von 1898 bis 1902 Leiter des Lehrstuhls für Hautkrankheiten an der Universität Innsbruck. 1902 wechselte er in Nachfolge Gustav Riehls an die Universität Leipzig, wo er bis 1904 als außerordentlicher Professor, bis 1919 als Honorarprofessor und von 1919 bis 1933 als ordentlicher Professor für Dermatologie wirkte. 1921/1922 war er Dekan der Fakultät. In seine Amtszeit fiel Neubau der Hautklinik, die 1931 eingeweiht wurde. 1944 kehrte Rille nach Österreich zurück und übernahm kurzzeitig die kommissarische Leitung der Hautklinik in Innsbruck. Er erblindete 1950 infolge einer beiderseitigen Netzhautablösung.
1940 wurde Rille zum Mitglied der Deutschen Akademie der Naturforscher Leopoldina gewählt. Im Jahr 1944 erhielt er die Goethe-Medaille für Kunst und Wissenschaft.
Rilles Interesse galt insbesondere den Geschlechtskrankheiten.

## Schriften (Auswahl)
- Lehrbuch der Haut- und Geschlechtskrankheiten. Fischer, Jena 1902.
- mit Karl Ullmann (Hrsg.) und Moriz Oppenheim: Die Schädigungen der Haut durch Beruf und gewerbliche Arbeit. 3 Bände, Voss, Leipzig 1922–1926.